# Kaple svatého Prokopa (Chotiněves)
Kaple sv. Prokopa na návsi obce Chotiněves byla pravděpodobně dokončena v roce 1806. Znovu zrekonstruována byla v letech 2011 a 2013. Je chráněna jako kulturní památka České republiky.

## Historie
Kaple sv. Prokopa v Chotiněvsi byla postavena na místě starší kapličky. Ta je zachycena na mapě 1. vojenského mapování z roku 1782. Existuje i druhá varianta vzniku, totiž že k roku 1806 došlo k přestavbě původní kaple.
Duchovní správci kaple jsou uvedeni na stránce: Římskokatolická farnost Liběšice u Litoměřic.

## Exteriér

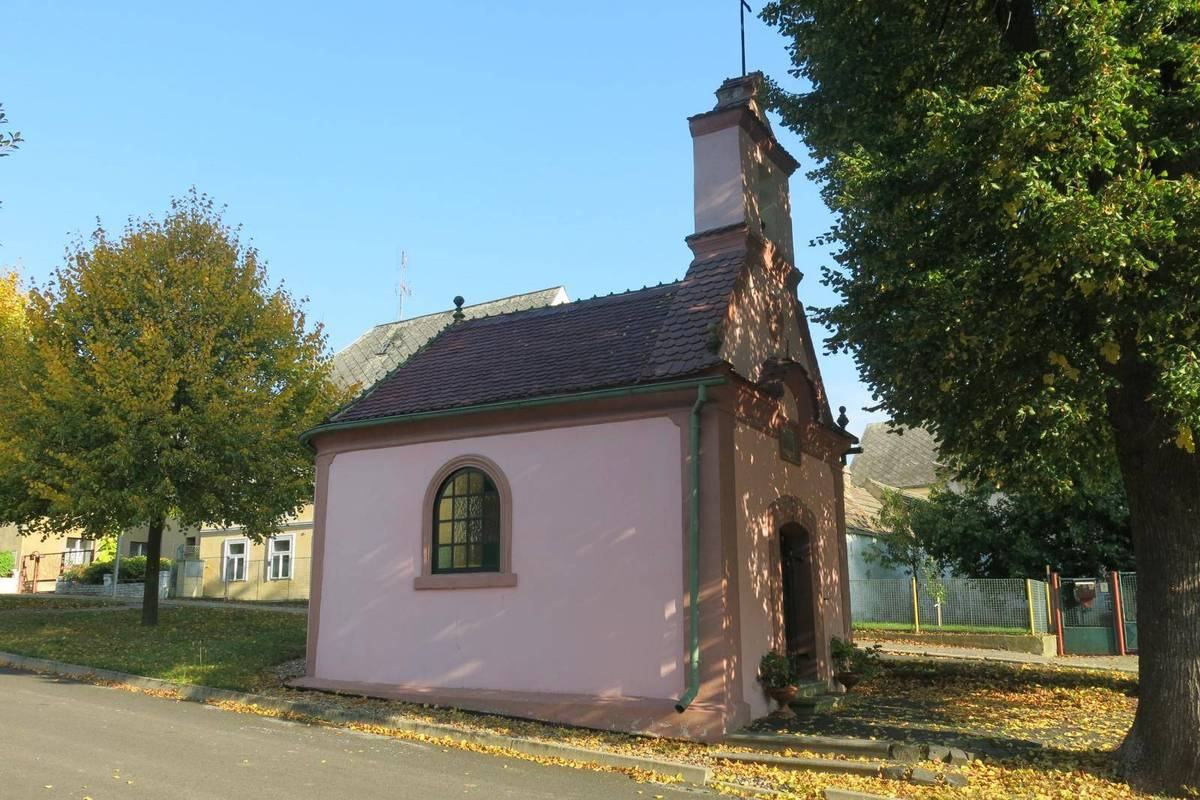
Kaple z boku

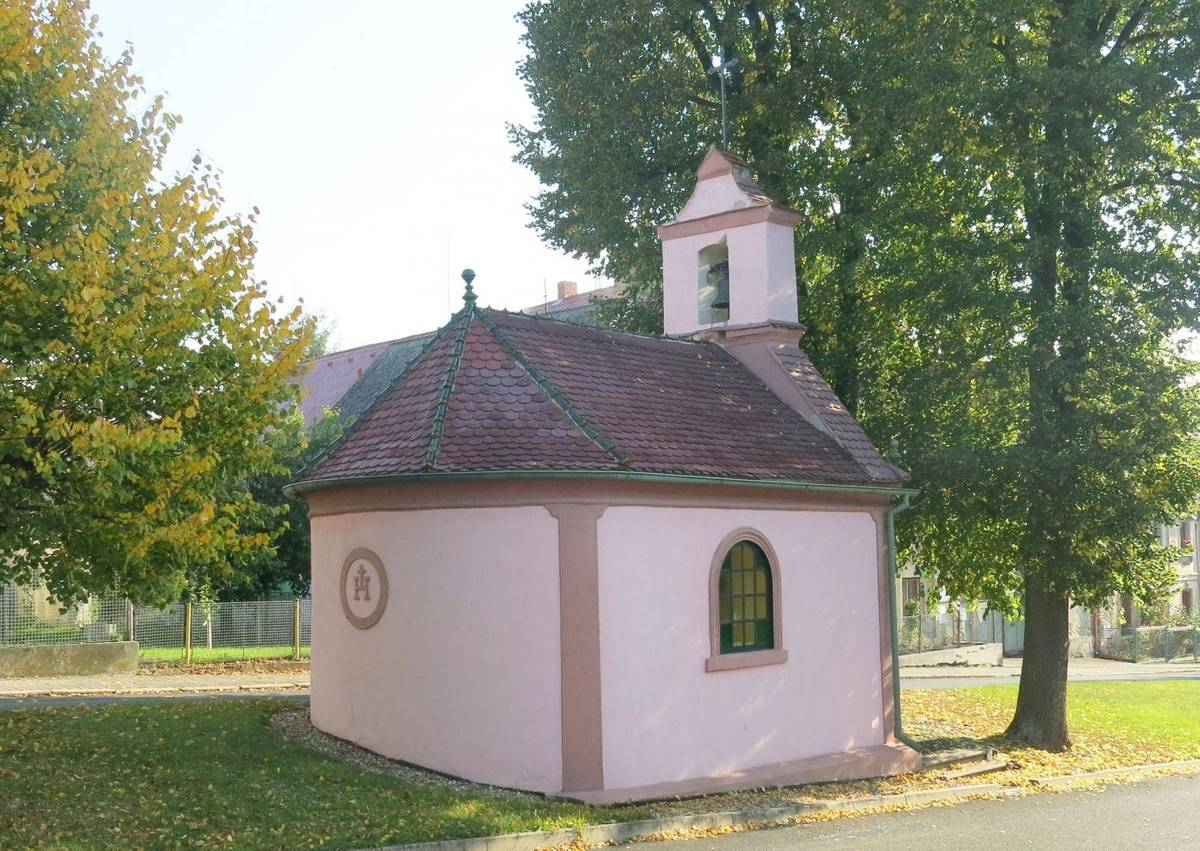
Závěr kaple

Dnešní kaple má obdélnou loď, která je sklenuta valenou klenbou s dvěma pětibokými vstřícnými výsečemi nad segmentovými lunetami prolomenými nevelkými okennými otvory. Její půlkruhový závěr na západní straně je sklenutý konchou. Hlavní průčelí kaple je na východní straně. Vchod je sklenut segmentem a průčelí je završeno trojúhelníkovým štítem, na kterém je umístěna hranolová věžička s výklenkem pro zvon. Kaple má také zvon. Ten současný pochází z roku 1918 a nese reliéf Panny Marie. Zvon zhotovil zvonař Octavius Winter z Broumova. Původní zvon z roku 1720 se nedochoval. Věžička je pak zakončena tzv. latinským křížem. Kaple je postavena ze sbíraného a lomového kamene, čediče a opuky, cihlové zdivo je použito na záklenky a římsy.

## Interiér

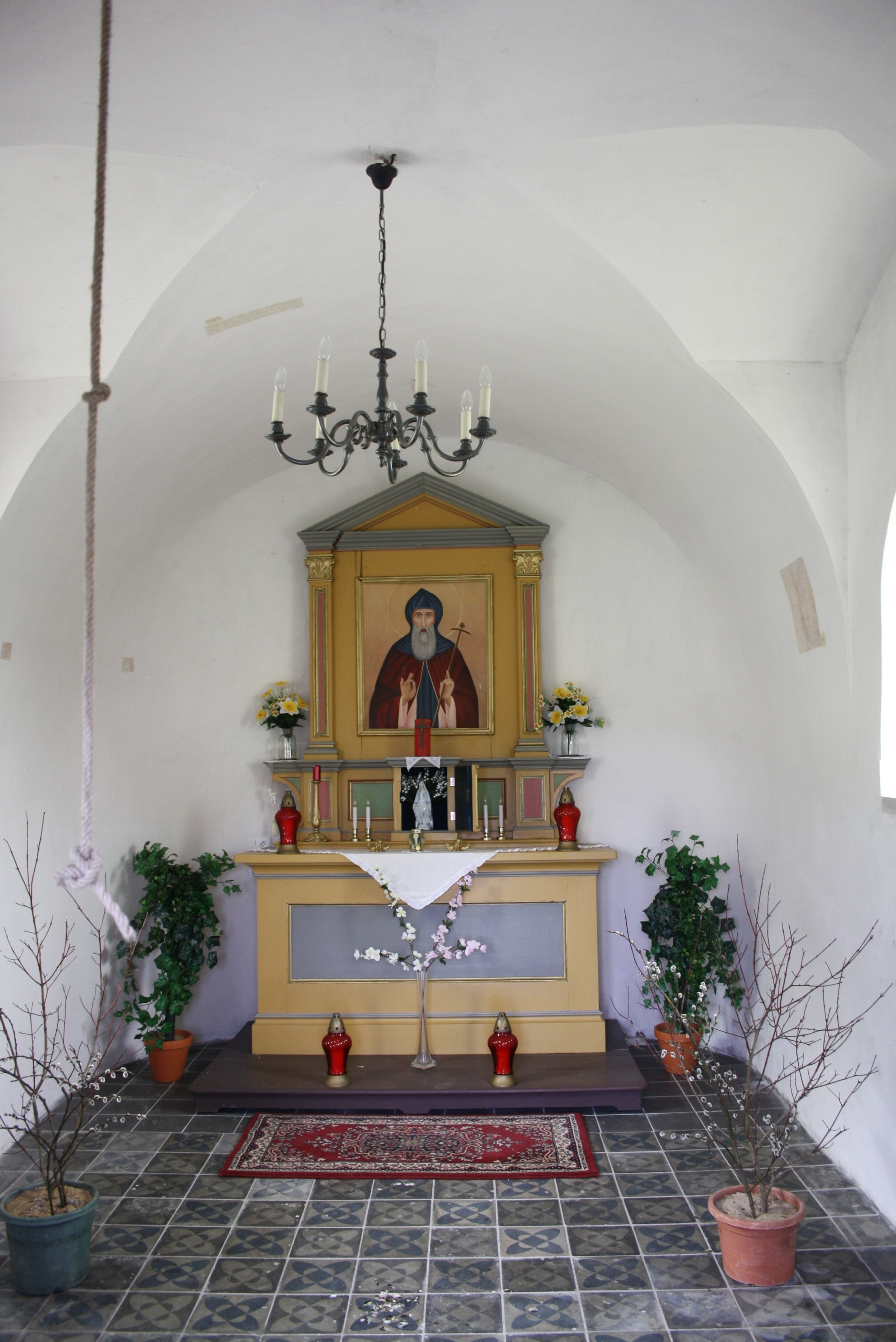
Interiér kaple v r. 2013 se sondami fresek

Zvláštní pozornost přitahuje interiér kaple. Ten je celý vyzdobený freskami. Téměř celá apsida je vymalována iluzivním oltářem s hlavním obrazem sv. Prokopa. Malby sv. Kateřiny a sv. Barbory doplňují pak centrální obraz. Další malby jsou dochovány na stěnách kaple. Jedná se o fresku zobrazující ukřižování Krista, dále vyobrazení sv. Vavřince, sv. Josefa a výtvarné zpracování motivu Ecce homo. V ploše klenby se pak nachází dva medailonky s motivem Madony a Svaté rodiny.
Je pravděpodobné, že tyto fresky byly provedeny v rámci výstavby kaple, tzn., že se jedná o malby, které vznikly na samém počátku 19. století nebo ještě na přelomu 18. a 19. století. Styl malby ještě odpovídá pozdně baroknímu provedení. Pro malby v chotiněvské kapli byl zřejmě, mimo jiné, použit jako vzor také iluzivní oltář kaple sv. Vavřince v litoměřické biskupské rezidenci.

## Rekonstrukce
Zásadní rekonstrukcí prošla kaple sv. Prokopa za pomocí dotací ve dvou etapách v letech 2011 a 2013. V první etapě byly provedeny stavební práce a osazena se nová okna. Dokončena byla též rekonstrukce dveří a dřevěného oltáře. Kaple získala i venkovní osvětlení. Ve etapě druhé byl zrestaurován zvon, doplněny keramické cibulky na střeše a restaurací prošel i latinský kříž na věžičce. Při obnově maleb při druhé etapě se podařilo odkrýt a zrestaurovat paní Hronové vzácné původní fresky v celém interiéru kaple z přelomu 18. a 19. století.

## Provoz
Po rokonstrukci v roce 2013 bývá interiér kaple slavnostně vyzdobován vždy ve vánočním a velikonočním období. Kaple byla po opravě oznovu posvěcena v sobotu ve velikonočním oktávu 26. dubna 2014 za účasti představitelů obce a široké veřejnosti biskupským vikářem Martinem Davídkem a kapli byla věnována administrátorem liběšické farnosti R.D. Jaroslavem Střížem socha Panny Marie.

## Galerie fresek

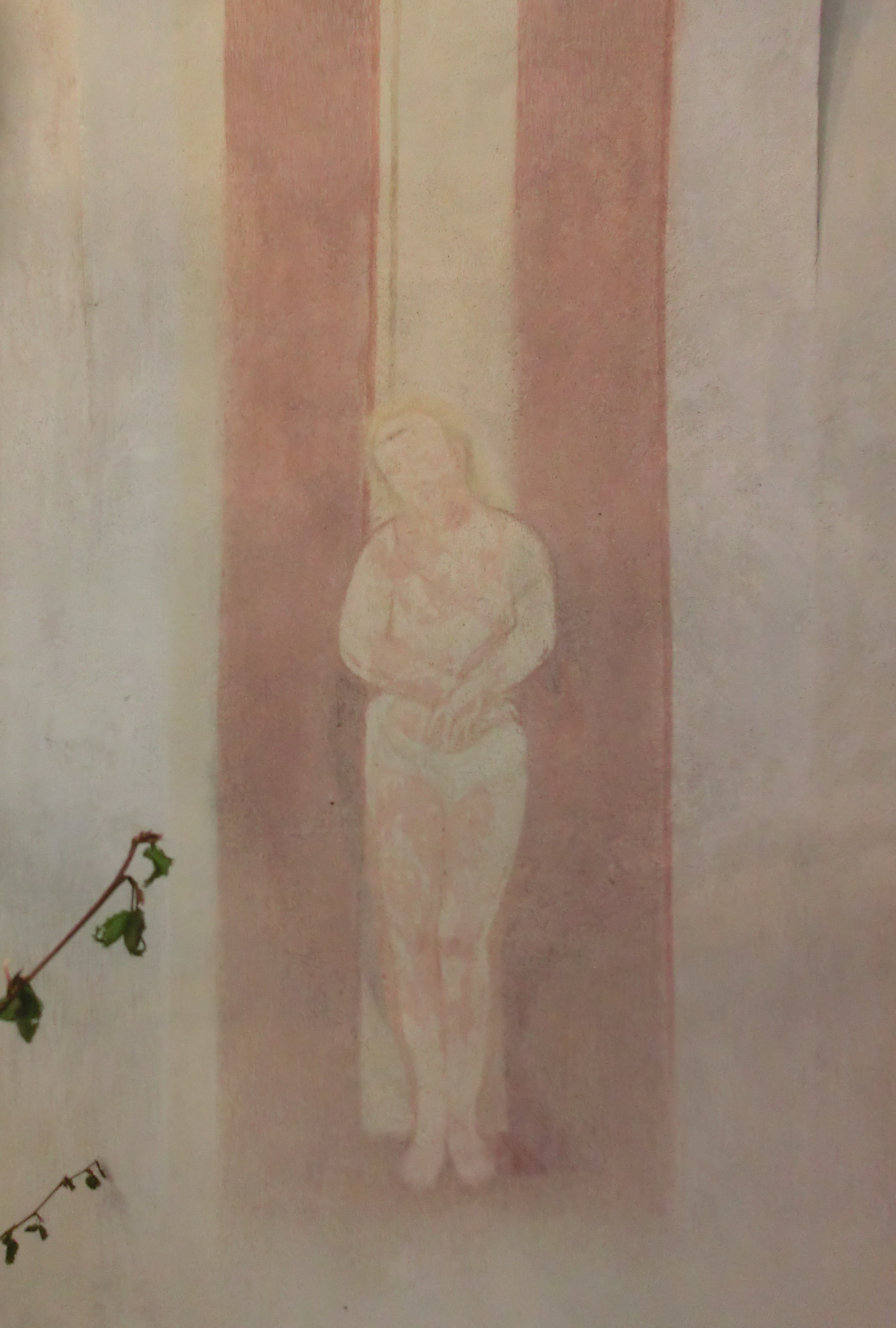
Ecce homo
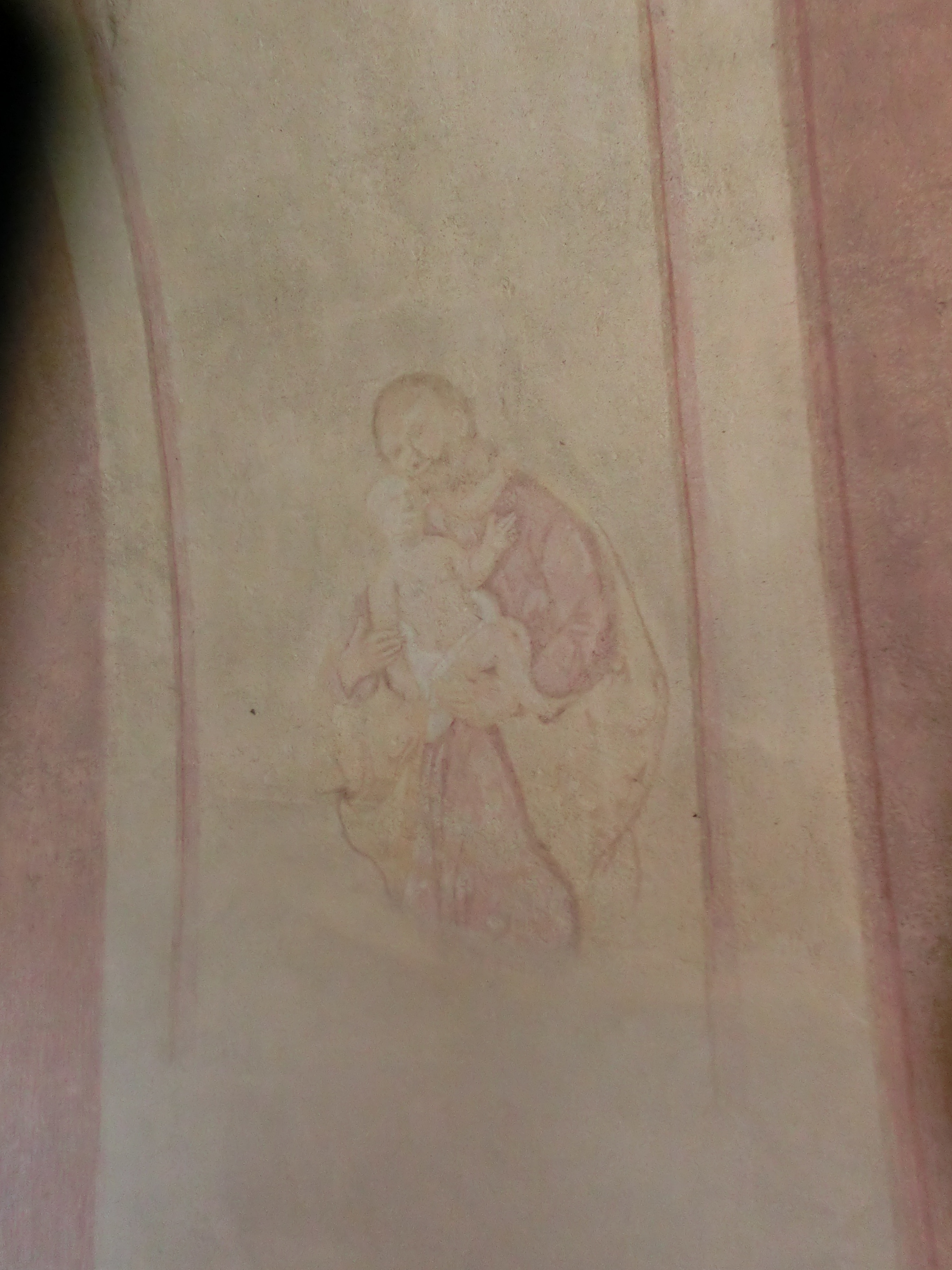
sv. Josef
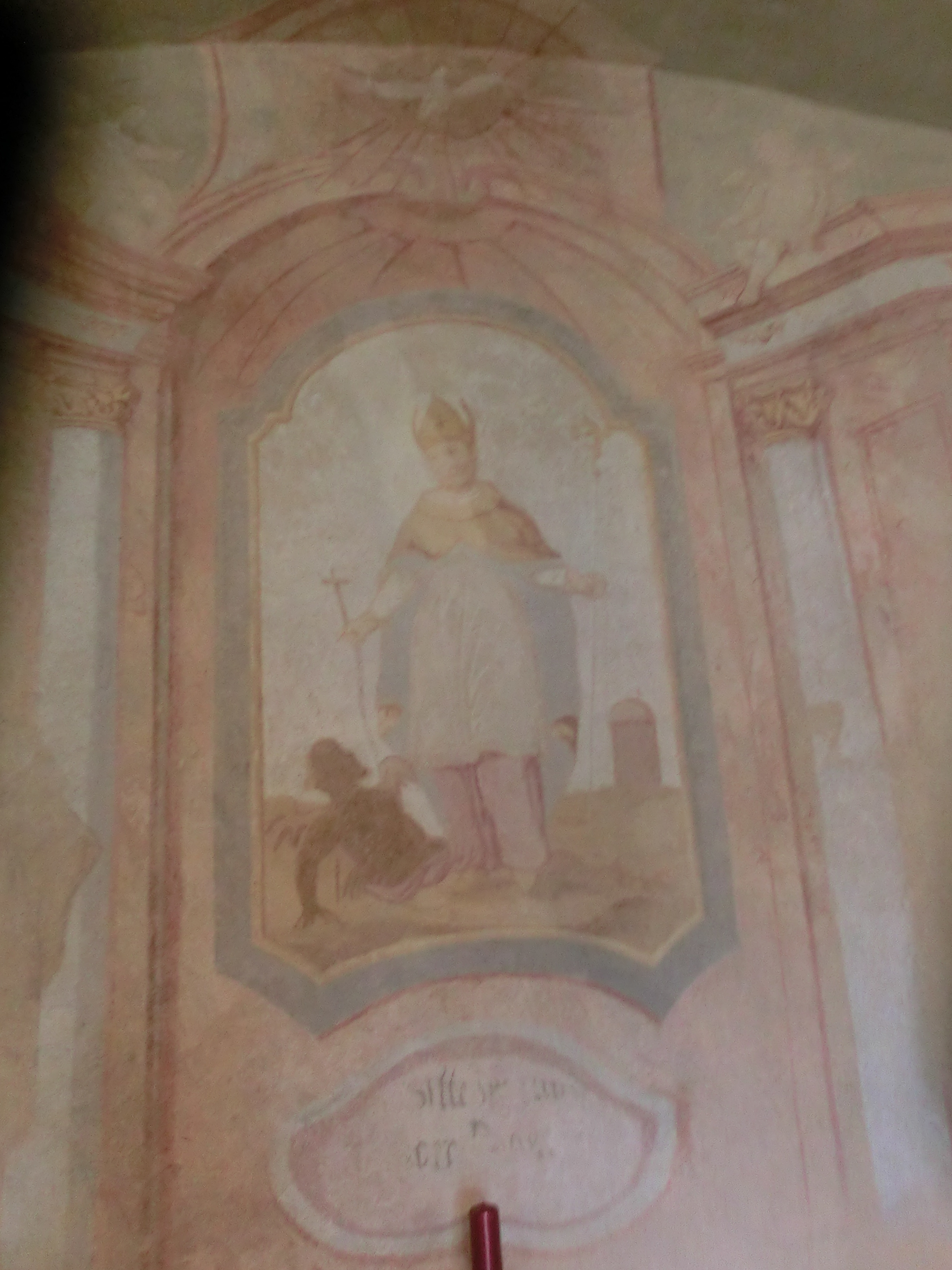
sv. Prokop
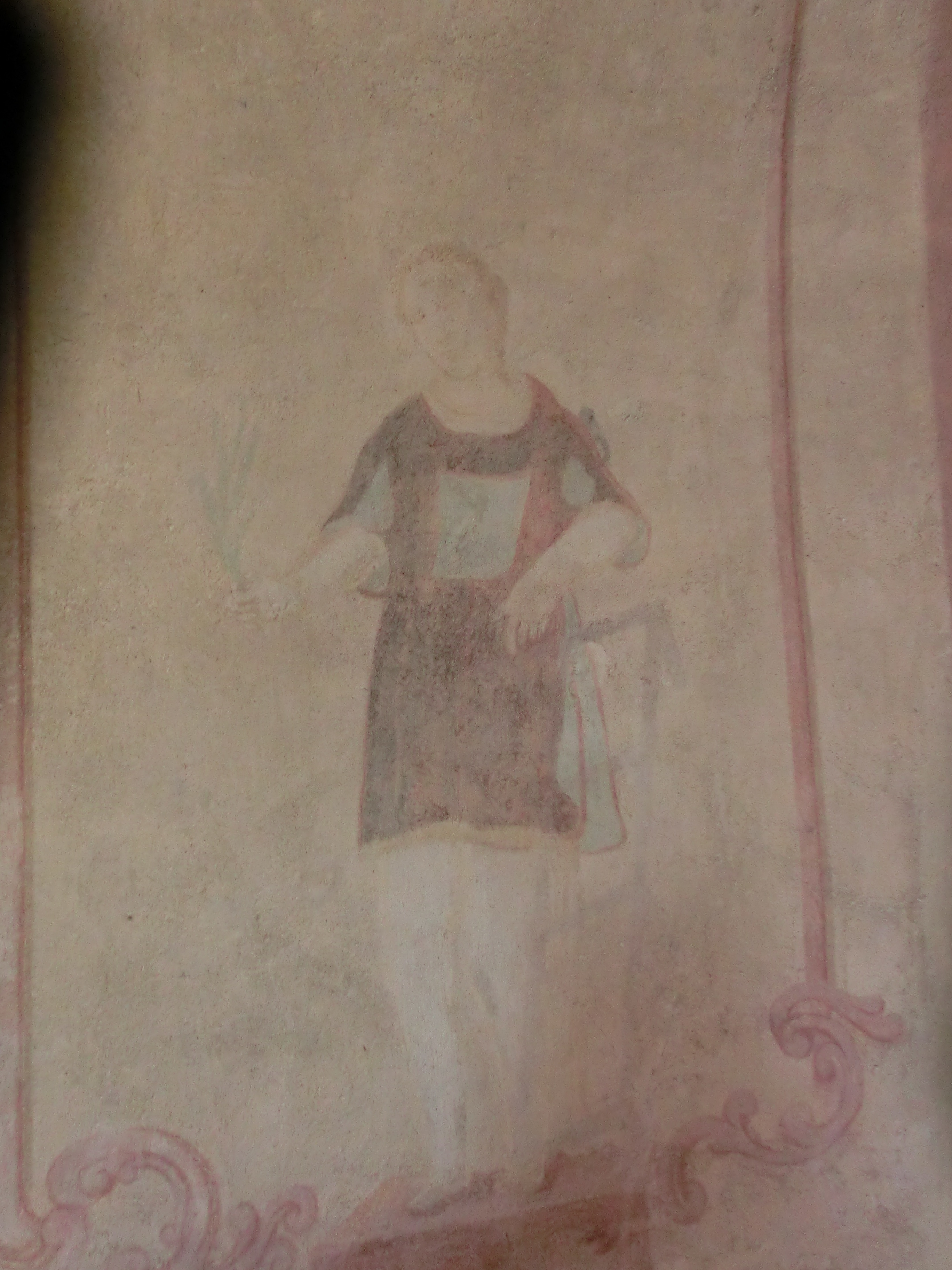
sv. Vavřinec
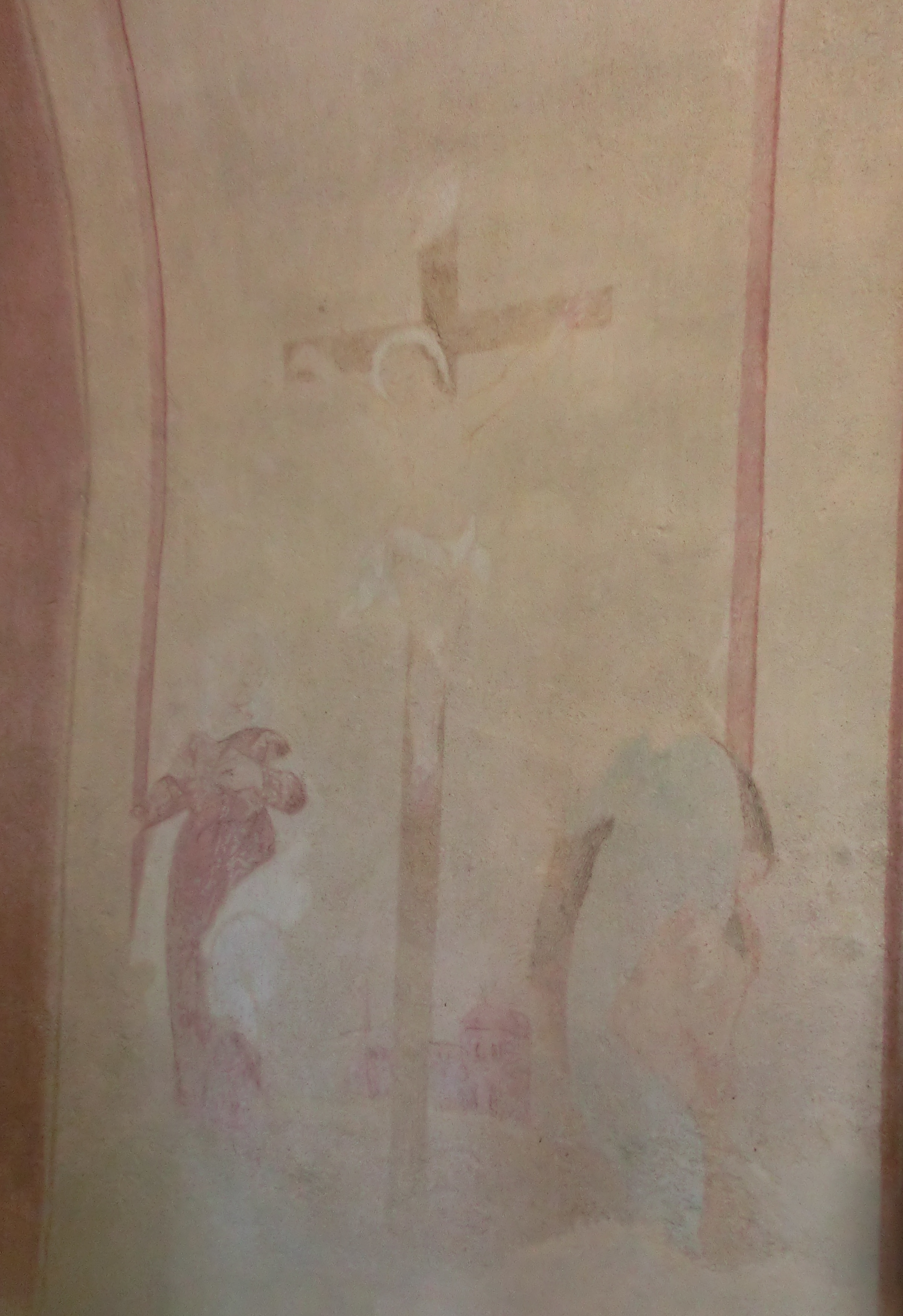
Ukřižování